# 阿卜杜拉·伊本·祖拜尔

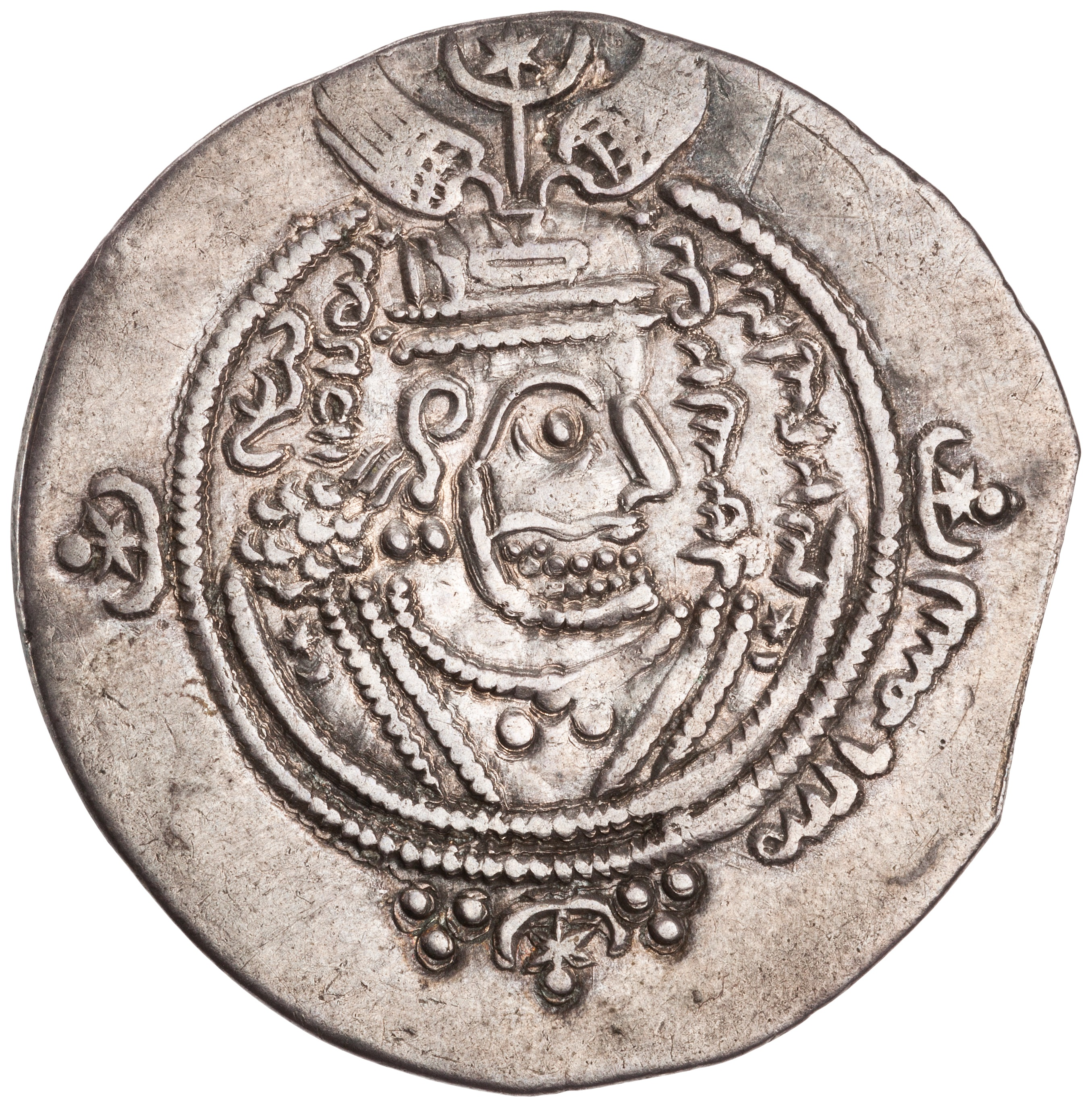
伊本·祖拜尔的迪尔汗银币，铸于法尔斯，公元690-691年

第二次伊斯兰教内战时期各方势力图（公元686年），蓝色为伊本·祖拜尔势力范围

阿卜杜拉·伊本·祖拜尔（阿拉伯语：‎，624年—692年）倭马亚王朝初期的阿拉伯反对派政治家和宗教领袖。

## 生平
阿卜杜拉·伊本·祖拜尔为先知穆罕默德最早的信徒和战友祖拜尔·伊本·阿瓦姆的儿子。在伊斯兰教的第三位哈里发奥斯曼·伊本·阿凡去世后，阿卜杜拉·伊本·祖拜尔是有望成为哈里发的人选之一。他反对先知的堂弟阿里·伊本·艾比·塔里卜成为哈里发，是阿里与叙利亚总督穆阿维叶之外的另一名竞争者。
在穆阿维叶一世建立倭马亚王朝之后，阿卜杜拉·伊本·祖拜尔隐居于麦地那。但据信他怂恿了阿里之子侯赛因·伊本·阿里起兵反对穆阿维叶，故应对后者的殉难负责。在穆阿维叶一世的儿子、昏庸的叶齐德一世统治时期，阿卜杜拉·伊本·祖拜尔重登政治舞台，伊拉克和南阿拉伯的倭马亚王朝的反对者纷纷宣称并支持他为哈里发。683年叶齐德一世死后，包括伊拉克、南阿拉比亚、埃及和叙利亚部分地区的穆斯林承认阿卜杜拉·伊本·祖拜尔是真正的哈里发，他实际在麦加建立了独立的统治。
阿卜杜拉·伊本·祖拜尔长期占领伊斯兰教第一大圣地麦加，以至数位哈里发在耶路撒冷建造圆顶清真寺，以抵消麦加天房被叛乱者占据的影响。
692年，哈里发阿卜杜勒·马利克派遣大军讨伐阿卜杜拉·伊本·祖拜尔。哈里发的军队包围了反对者的藏身之地，冒着破坏圣寺的危险发动强攻。阿卜杜拉·伊本·祖拜尔在母亲的感召下奋勇作战，但最终阵亡，死后被诛灭三族。